# Mauricio Archila
Mauricio Archila Neira  (Bogotá 1951) Es un historiador, docente e investigador colombiano. 

## Biografía
Con estudios como Licenciado en Filosofía y Letras con Especialización en Historia,  Magíster en Economía y Recursos Humanos de la Pontificia Universidad Javeriana, y Doctor de la State University of New York, Stony Brook. Es profesor titular del Departamento de Historia de la Universidad Nacional de Colombia desde 1978 y emérito desde 2001.  Ha sido investigador del Centro de Investigación y Educación Popular (Cinep). Obtuvo el premio a la Docencia Excepcional en 2001 y en 2004 el Premio Nacional en Ciencias Sociales y Humanas de la Fundación Alejandro Ángel Escobar por su obra: Idas y venidas, vueltas y revueltas. Protestas sociales en Colombia. En la actualidad es editor de la revista Anuario Colombiano de Historia Social y de la Cultura, directivo de la Asociación Colombiana de Historiadores y vicepresidente de la Corporación María Cano.  Es especialista en la historia social contemporánea de Colombia y América Latina. También ha estudiado el impacto del Conflicto armado interno en Colombia en las Universidades del país.

## Obras
- Cultura e Identidad Obrera. Colombia 1910-1945 (1991) Ed. Cinep ISBN 9586440109
- Idas y venidas, vueltas y revueltas. Protestas sociales en Colombia, 1958-1990 (2003) Ed:Cinep/Icanh ISBN 958-644-089-3
- Con Mauricio Pardo. Movimientos sociales, Estado y democracia (2001) Ed:Icanh Universidad Nacional De Colombia ISBN 9580638929
- Con Álvaro Delgado Guzmán, Martha Cecilia García Velandia, Esmeralda Prada Mantilla. 25 años de luchas sociales en Colombia (2002). Ed:CINEP ISBN 958-644-083-4
- Conflictos, poderes e identidades en el Magdalena Medio (2006). Ed Cinep. ISBN 9586441016
- Con Jaime Eduardo Jaramillo, Ovidio Delgado, Francois Correa. Identificación Y Selección De Materiales Nativos De Guayaba Común Psidium Guajava Y Transferencia En El Manejo Agronómico Del Cultivo En Los Departamentos Del Tolima Y Huila (2006).  Ed:Universidad Nacional   ISBN 978-958-8063-45-4
- Con Álvaro Delgado Guzmán,  Martha Cecilia García Velandia, Jorge Alberto Cote, Oscar Pedraza, Patricia Madariaga. Una historia inconclusa, izquierdas políticas y sociales (2009) Ed:Centro De Investigación Y Educación Popular Cinep  ISBN 978-958-644-134-6
- Bananeras Huelga Y Masacre, 80 Años. (2009).  Ed:Universidad Nacional De Colombia Facultad De Ciencias Humanas  ISBN 978-958-719-329-9
- Con Catherine González. Movimiento indígena caucano: historia y política. (2010).  Ed:Universidad Santo Tomás  ISBN 978-958-8561-01-1
- Con Martha Cecilia García Velandia, Álvaro Delgado Guzmán. Violencia Contra El Sindicalismo, 1984-2010 (2012).  Ed:Cinep Colciencias  ISBN 9789586441612
- Hasta Cuando Soñemos Extractivismo E Interculturalidad En El Sur De La Guajira (2015).  ed:Cinep Colciencias ISBN 978-958-644-206-0
- Con Martha Cecilia García Velandia, Ana María Restrepo, Leonardo Parra. Cuando la copa se rebosa. Luchas sociales en Colombia, 1975-2015.(2019).  ed:CINEP. ISBN 978-958-644-245-9
- Social protests in Colombia, a History, 1958-1990.(2019). Estados Unidos.  Ed:Lexington Books ISBN 9781498558877